# Dynastes neptunus
Dynastes neptunus — жук из рода Dynastes семейства пластинчатоусые. Один из самых крупных жуков на Земле.
Вид не имеет устоявшегося русского названия, а биноминальное видовое латинское восходит к Нептуну — в древнеримской мифологии богу морей.

## Описание

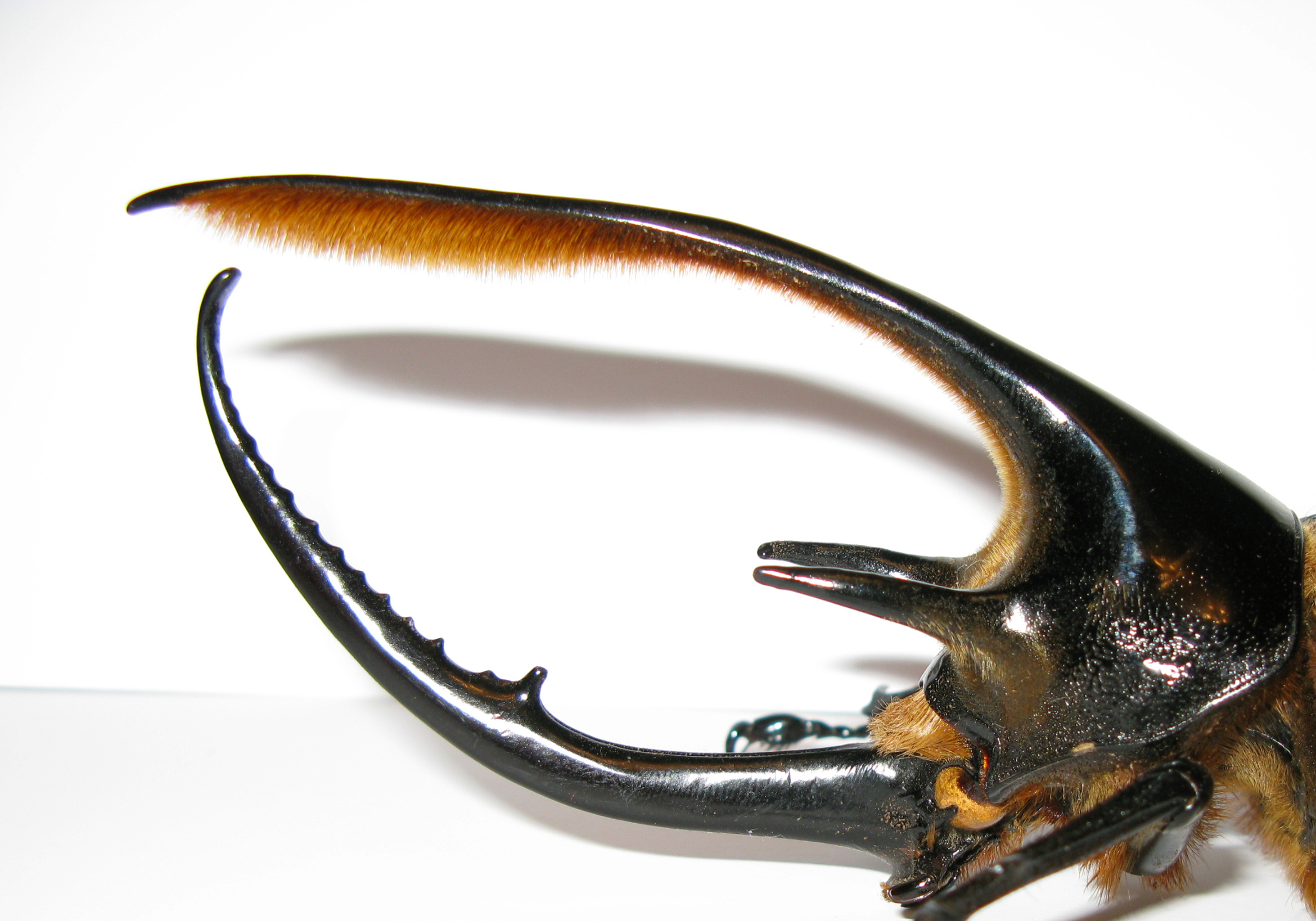
Голова и грудь самца. Вид сбоку

Длина тела самца 50 — 157 мм, самки 40 — 73 мм. Окраска варьирует от блестящей полностью чёрной до тёмно-бурой.
На голове самца находится большой рог с несколькими зубцами, направленный вперед. На переднеспинке находится второй большой рог, направленный вперед и сильно изогнутый книзу в форме дуги. Нижняя сторона кончика этого рога покрыта густыми рыжими, рыже-бурыми волосками. Ниже это рога находятся ещё два коротких прямых рога, направленных вперёд, по одному с каждой стороны.
Самка без рогов, матовая, чёрного цвета, надкрылья бугорчатые.

## Ареал
Южная Америка: Колумбия, Панама, Эквадор, Бразилия, Перу.

## Подвиды
- Dynastes neptunus neptunus[3]
- Dynastes neptunus rouchei[3]

## Развитие
После спаривания самки откладывают яйца в небольшие полости в гнилой древесине. Личинки питаются гнилой древесиной. Окукливание происходит в земле в специальной камере. Продолжительность стадий развития: яйцо — 4—6 недель, личинка — 1,5—2 года, куколка — 6 недель. Продолжительность жизни имаго: 4—7 месяцев.